# Дослідницька поведінка тварин
Дослідницька поведінка у тварин – компонент психічної діяльності, що забезпечує біологічно адекватну орієнтацію поведінки тварин в ситуації новизни.

## Загальна характеристика
Багато етологів схильні вважати власне дослідницьку поведінку фундаментом всієї поведінки, оскільки в її основі лежать більш складні фізіологічні механізми, ніж ті, які властиві простій реакції уваги, тобто звичайному орієнтовному рефлексу. 
Дослідницька поведінка дає тварині уявлення про територію: місце знаходження ресурсів (їжі, води, будматеріалів для житла, тощо), лігв хижаків і т. д. 
У дослідницькій поведінці велику роль грає новизна подразників. Наприклад, в одному з дослідів щурів тричі на день вміщували у Т-подібний лабіринт, де в кінці кожного з відгалужень знаходився порожній ящик, стінки якого були розмальовані зображеннями різних геометричних фігур. В одному ящику фігури були завжди однакові, а в іншому - кожний раз змінювались. Виявилось, що щури проводять значно більше часу в тому ящику, де фігури постійно змінювались. 
Дослідницька поведінка залежить не тільки від новизни подразника, а й від того, наскільки нова ситуація схожа на вже відому тварині. Наприклад, щури, які добре ознайомились з лабіринтом, пофарбованим у білий колір, будуть знову уважно обстежувати темно-сірий лабіринт такої ж форми. 
Дослідницька активність може досить успішно конкурувати з прагненнями утамувати голод і спрагу. Велику роль у дослідницькій поведінці відіграє страх. 

## Види дослідницької поведінки
-орієнтовна реакція, яка полягає у зміні положення та орієнтації органів чуття для найкращого приймання подразника; 
-власне дослідницька поведінка, яка пов’язана з переміщеннями тварини; 
-маніпуляційно-дослідницька поведінка, коли тварина не тільки переміщується, але й якимось чином впливає на оточуюче середовище, наприклад, маніпулює предметами цього середовища.